# Valle di luna
Valle di luna (Emmerdale Farm fino al 1989, poi Emmerdale) è una soap opera britannica trasmessa per la prima volta nel 1972.
Creata da Kevin Laffan, è ambientata ad Emmerdale (nota come Beckindale fino al 1994), un paesino immaginario nello Yorkshire Dales in Inghilterra. È la seconda soap opera più lunga prodotta in Gran Bretagna e tra le più popolari insieme a Coronation Street e EastEnders.
Le scene degli interni sono state girate al The Leeds Studios, mentre quelle esterne furono filmate in una città reale chiamata Esholt, per poi spostarsi nella contea di Harewood.
Da gennaio 2019, 10 episodi vengono trasmessi settimanalmente sul canale inglese ITV3.

## Personaggi e interpreti
- Aaron Livesy-Dingle (2008-presente), interpretata da Danny Miller.
- Robert Sugden (2014-presente), interpretata da Ryan Hawley.
- Chas Dingle (2003-2012), interpretata da Lucy Pargeter.
- Marlon Dingle (1996-2012), interpretato da Mark Charnock.
- Diane Sugden (1999-2012), interpretata da Elizabeth Estensen.
- Jimmy King (2004-2012), interpretato da Nick Miles.
- Lisa Dingle (1996-2012), interpretata da Jane Cox.
- Zak Dingle (1994-2012), interpretato da Steve Halliwell.
- Bob Hope (1997-2012), interpretato da Antony Audenshaw.
- Val Pollard (2004-2012), interpretato da Charlie Hardwick.
- Debbie Dingle (2002-2012), interpretata da Charley Webb.
- Carl King (2004-2012), interpretato da Tom Lister.
- Andy Sugden (1996-2016), interpretato da Kelvin Fletcher.
- Ashley Thomas (1994-2012), interpretato da John Middleton.
- Nicola De Souza (2001-2012), interpretato da Nicola Wheeler.
- Eric Pollard (1986-2012), interpretato da Chris Chittell.
- Zoe Tate (1989-2005), interpretata da Leah Bracknell.
- Paddy Kirk (1997-2012), interpretato da Dominic Brunt.
- Laurel Thomas (2002-2012), interpretata da Charlotte Bellamy.
- Katie Sugden (2001-2012), interpretato da Sammy Winward.
- Cain Dingle (2000-presente), interpretato da Jeff Hordley.
- Viv Hope (1993-2011), interpretata da Deena Payne.
- Rodney Blackstock (2000-2012), interpretato da Patrick Mower.

## Produzione
Il serial, ideato da Kevin Laffan, fu prodotto da Yorkshire Television e girata negli Yorkshire Studios in Inghilterra. Le musiche furono composte da Tony Hatch.

### Registi
Tra i registi del serial sono accreditati:
- Alan Wareing in 153 episodi (1993-2012)
- Henry Foster in 145 episodi (2001-2011)
- Pip Short in 140 episodi (2000-2012)
- Mervyn Cumming in 127 episodi (1980-1993)
- Tim O'Mara in 119 episodi (2001-2012)
- Tim Dowd in 100 episodi (1989-2012)
- Tracey Rooney in 93 episodi (2003-2011)
- Duncan Foster in 91 episodi (2001-2012)
- Tony Prescott in 88 episodi (2003-2011)
- Piotr Szkopiak in 85 episodi (2003-2012)
- Neil Alderton in 74 episodi (2005-2011)
- Mike Adams in 72 episodi (2000-2011)
- Judith Dine in 68 episodi (2000-2012)
- Lee Salisbury in 68 episodi (2006-2012)
- Adrian Bean in 57 episodi (2006-2012)
- Peter Rose in 54 episodi (2010-2012)
- John Anderson in 53 episodi (1998-2010)
- Michael Lacey in 51 episodi (2008-2012)
- Mickey Jones in 43 episodi (2006-2010)
- Daniel Wilson in 41 episodi (2002-2004)
- Haldane Duncan in 40 episodi (1999-2008)
- Ian White in 36 episodi (1995-2012)
- Oliver Horsbrugh in 30 episodi (1999-2006)
- Diana Patrick in 29 episodi (2000-2010)
- Mark McKillop in 29 episodi (2004-2009)
- Chris Johnston in 23 episodi (2000-2010)
- Philip Wood in 22 episodi (1999-2005)
- Dominic Leclerc in 21 episodi (2007-2009)

### Sceneggiatori
Tra gli sceneggiatori del serial sono accreditati:
- Martin Fustes in 602 episodi (2006-2010)
- Kevin Laffan in 195 episodi (1972-2010)
- Paul Roundell in 169 episodi (2003-2012)
- Caroline Mitchell in 151 episodi (2003-2012)
- Sarah Bagshaw in 143 episodi (1995-2012)
- Bill Lyons in 128 episodi (1994-2012)
- Chris Thompson in 123 episodi (1998-2011)
- Bill Taylor in 117 episodi (2000-2012)
- Tim Dynevor in 108 episodi (1995-2012)
- Stephen Bennett in 103 episodi (2000-2012)
- Karin Young in 103 episodi (2000-2012)
- Peter Kerry in 102 episodi (2001-2012)
- Mark Illis in 100 episodi (1998-2012)
- Jo Maris in 100 episodi (2006-2009)
- Holly Lyons in 95 episodi (1999-2004)
- Isobel Cameron in 93 episodi (2006-2008)
- Lesley Clare O'Neill in 79 episodi (1998-2012)
- Andrew Kirk in 72 episodi (2000-2012)
- Lindsay Williams in 70 episodi (2003-2011)
- Tony Hammond in 66 episodi (2003)
- Samantha Doland De Vaux in 65 episodi (2006-2012)
- Julie Parsons in 65 episodi (2006-2012)
- Gavin Blyth in 62 episodi (2003-2004)
- John Chambers in 59 episodi (1995-2009)
- Morenike Williams in 59 episodi (2006-2007)
- Sue Mooney in 55 episodi (2006-2011)
- Neil Docking in 54 episodi (2003)
- David McDermott in 40 episodi (2008-2012)
- Jane Pearson in 40 episodi (2009-2012)
- Cameron McAllister in 35 episodi (2009-2012)
- Kirsty Halton in 29 episodi (2010-2012)
- Jadie Montgomery in 28 episodi (2003)

## Distribuzione
Il serial fu trasmesso nel Regno Unito dal 16 ottobre 1972 al sulla rete televisiva Independent Television. In Italia è stato trasmesso con il titolo Valle di luna.